# Żuk zegarmistrz
Żuk zegarmistrz (ros. Жук – кривая горка) – radziecki krótkometrażowy film lalkowy z 1973 roku w reżyserii Anatolija Rieznikowa. Scenariusz napisał Gieorgij Ball. O żuku, który lubił porządek.

## Obsada (głosy)
- Siergiej Martinson
- Marija Winogradowa
- Tamara Dmitrijewa

## Wersja polska
- Wersja polska: Studio Opracowań Filmów w Łodzi
- Reżyseria: Grzegorz Sielski
- Dialogi: Elżbieta Marusik
- Dźwięk: Elżbieta Matulewicz
- Montaż: B. Misztela
- Kierownictwo produkcji: Bożena Dębowska

Źródło: